# Иън Ливингстън
Иън Ливингстън (на английски: Ian Livingstone) е английски предприемач и писател на бестселъри в жанра фентъзи.

## Биография и творчество
Иън Ливингстън е роден на 29 декември 1949 г. в Престбъри, Чешър, Англия. Завършва мъжката гимназия „Алтринхам“.
В началото 1975 г. заедно със Стив Джаксън и Джон Пийк основава компанията Games Workshop. Стартират и разпространението на играта Dungeons & Dragons в Европа, създават нови магазини, а през 1977 г. започват да издават списание „Бялото джудже“, в което Ливингстън е редактор до 1986 г.
През 1982 г. е издадена първата му книга-игра „Магьосникът от Огненената планина“ от поредицата „Битки безброй“. Поредицата става бестселър и книгите са издадени в над 15 милиона екземпляра на 23 езика по света. З0-годишнината на поредицата е отбелязана с книгата „Кръвта на зомбитата“.
В средата на 80-те години започва да работи за създаването на видеоигри за компанията „Домарк“, а през 1993 г. става главен инвеститор и член на борда ѝ. След поредица от сливания остава като творчески директор по разработката на нови продукти в компанията SCi, като развива големите франчайзи на компанията, включително Tomb Raider, Hitman и Tomb Raider: Anniversary.
През 2000 г. получава почетната титла „доктор хонорис кауза“ по технологии от Университета „Абъртай“ в Дънди, а през 2011 г. от университета в Борнмът. През 2002 г. получава специалната награда BAFTA за изключителен принос в интерактивната развлекателна индустрия. През 2006 г. е удостоен с отличието Кавалер на Ордена на Британската империя, а през 2013 г. с Командор на Ордена на Британската империя.
През 2014 г. участва в документалния филм From Bedrooms to Billions, в който разказва историята на британската индустрия за видеоигри от 1979 г. до днес.

## Произведения

### Участие в общи серии с други писатели

#### Серия „Битки безброй“ (Fighting) – книги-игри
1. The Warlock of Firetop Mountain (1982) – със Стив Джаксън
Магьосникът от Огненената планина, изд.: „Селекта“, Бургас (1993), прев. Павел Антонов, Герасим Славов
3. Forest of Doom (1983)
Гората на обречените, изд.: „Селекта“, Бургас (1993), прев. Павел Антонов, Герасим Славов
5. City of Thieves (1983)
Градът на крадците, изд.: „Селекта“, Бургас (1995), прев. Тодор Кенов
6. Deathtrap Dungeon (1984)
Смъртоносен лабиринт, изд.: „Селекта“, Бургас (1998), прев. Божидар Илиев
7. Island of the Lizard King (1984)
9. Caverns of the Snow Witch (1984)
Леговището на снежната вещица, изд.: „Селекта“, Бургас (1994), прев. Павел Антонов, Герасим Славов
11. Talisman of Death Gamebook (1984) – със Стив Джаксън
13. Freeway Fighter (1985)
14. Temple of Terror (1985)
Храмът на ужасите, изд.: „Селекта“, Бургас (1995), прев. Светла Иванова
21. Trial of Champions (1986)
Изпитание за шампиони, изд.: „Селекта“, Бургас (1999), прев. Божидар Илиев
26. Crypt of the Sorcerer (1987)
36. Armies of Death (1988)
60. Bloodbones (2006) – със Стив Джаксън
от серията има още 48 романа от различни автори

### Серия „Борба 2“ (Fighting 2) – книги-игри
- Shadowmaster (1992) – с Марк Гаскойн
- Eye of the Dragon (2005)
- Blood of the Zombies (2012)
Кръвта на зомбитата, изд.: „БГ Книга“, София (2014), прев. Емануил Томов

### Серия „Хрониките на Загор“ (Zagor Chronicles) – с Карл Сарджънт
1. Firestorm (1993)
2. Darklord (1993)
3. Skullcrag (1994)
4. Demonlord (1994)

### Документалистика
- How Big Is Your Brain? (2007) – с Джейми Томсън
- Brain Teasers (2009) – с Джейми Томсън